# Мертон Міллер
Мертон Говард Міллер (англ. Merton H. Miller; *16 травня 1923, Бостон — †3 червня 2000, Чикаго) — американський економіст, лауреат Нобелівської премії в галузі економіки у 1990 році.
Мертон Міллер навчався у Гарвардському університеті. Ступінь доктора отримав в університеті Джона Гопкінса, викладав у Лондонській школі економіки та політичних наук, університеті Карнегі-Меллона, Вищій школі бізнесу Чиказького університету.
У 1990 році отримав Нобелівську премію в галузі економіки «за праці з теорії фінансової економіки».
Мертон Говард Міллер працював директором Чиказької торгової палати у 1983-1985 і Чиказької товарної біржі від 1990 до дня смерті.

## Основні праці
- «Вартість капіталу, корпоративні фінанси і теорія інвестицій» (The Cost of Capital, Corporation Finance and the Theory of Investment; у співпраці з с Ф. Модильяні),
- «Теорія фінансів» (Theory of Finance, 1972; у співпраці з Ю. Фама).